# Relações entre Brasil e Colômbia

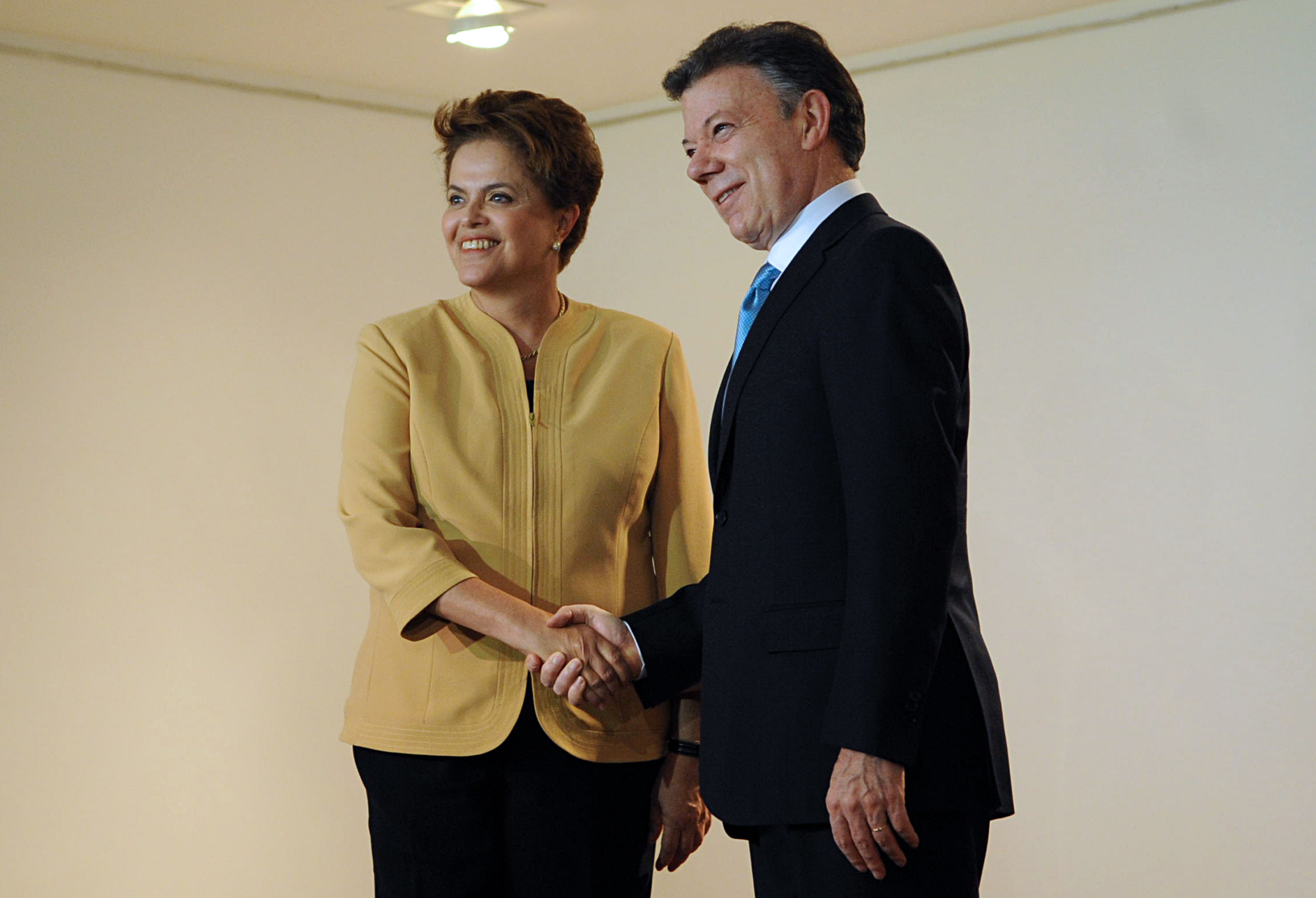
O ex-presidente da Colômbia, Juan Manuel Santos, com a ex-presidente do Brasil, Dilma Rousseff.

As relações entre Brasil e Colômbia são as relações diplomáticas estabelecidas entre a República Federativa do Brasil e a República da Colômbia. Ambos são vizinhos no continente sul-americano, com uma extensão de 1.643 km na fronteira entre os dois países.

## História

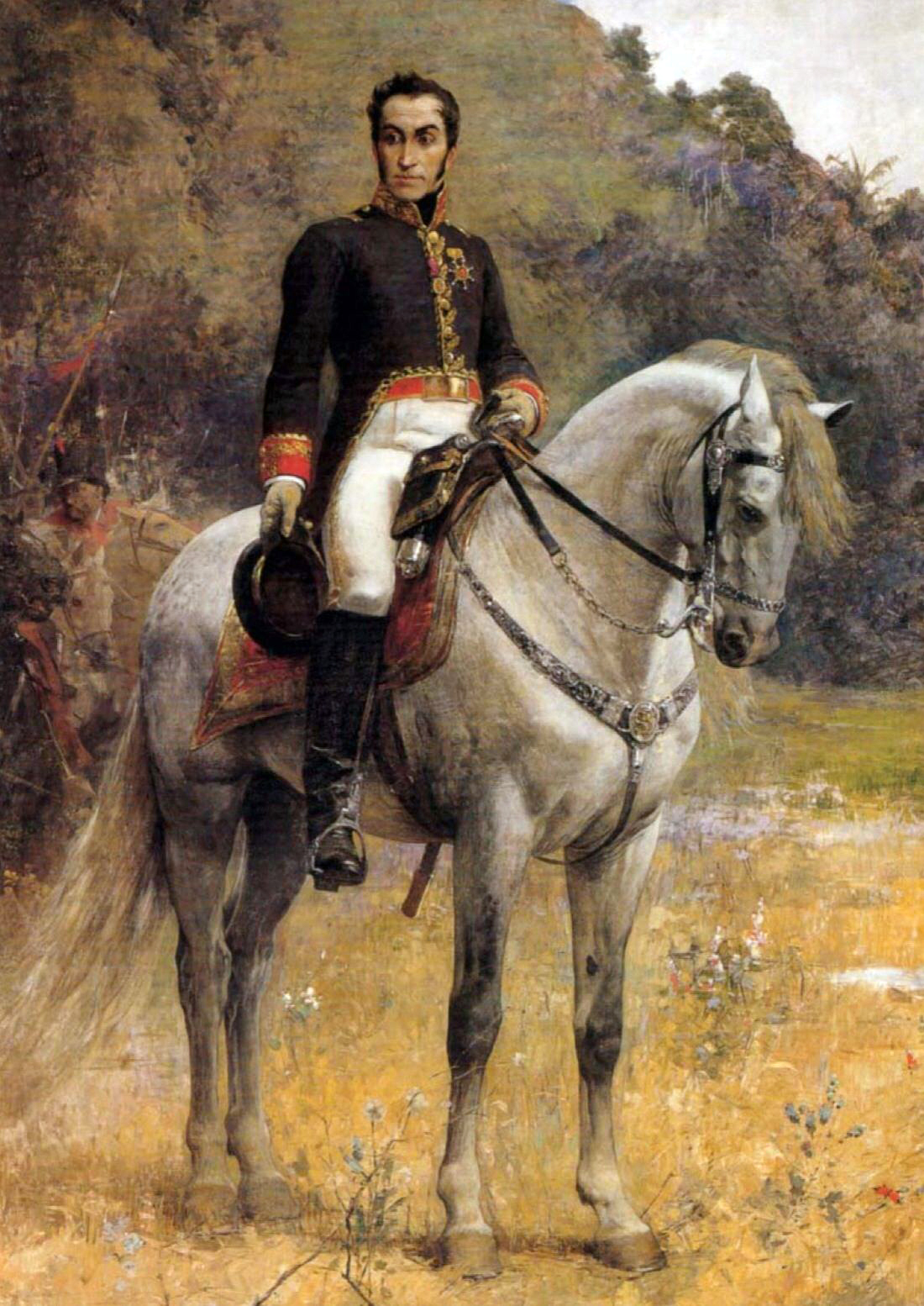
O revolucionário Simón Bolívar, primeiro presidente da Grã-Colômbia.

O início das relações entre o Brasil e a Colômbia, dão-se no início de 1825, no Incidente de Chiquitos. Durante a guerra de independência boliviana, a província de Chiquitos era governada pelo monarquista Sebastián Ramos, que tentava impedir os avanços dos revolucionários republicanos até Chiquitos. Então, o governador Ramos faz um acordo com o governador da província brasileira de Mato Grosso, Manuel Veloso Vasconcellos, para que este anexasse o território de Chiquitos. Porém, ao saber dessa ação impruente, o imperador D. Pedro I do Brasil ordenou o retorno imediato das tropas brasileiras e condenou a invasão mato-grossense na Bolívia. Esse incidente facilitou que os países vizinhos criassem uma desconfiança contra o império brasileiro, devido a possibilidade de D. Pedro ser um expansionista. Também, deteriorou ainda mais a imagem da monarquia, visto que todos os vizinhos brasileiros eram repúblicas.
Esse episódio também serviu de aviso ao revolucionário Simón Bolívar, presidente da Grã-Colômbia, para que não participasse do conflito iminente entre o Brasil e as Províncias Unidas do Rio da Prata, que entraram na Guerra da Cisplatina em Dezembro daquele ano. Porém, também foi um incidente responsável por isolar o Brasil de seus vizinhos sulamericanos, pelo menos até o início do período republicano no Brasil, em 1889.
Em 25 de Janeiro de 1826, a Grã-Colômbia (país formado por Colômbia, Venezuela, Equador e Panamá) presidenciada por Simón Bolívar, reconhece a Independência do Brasil, enviando um representante para o Rio de Janeiro, a capital brasileira na época. Nesse mesmo ano, ocorre a primeira tentativa de definir as fronteiras entre o Brasil e Colômbia, mas não chegam a uma conclusão definitiva.

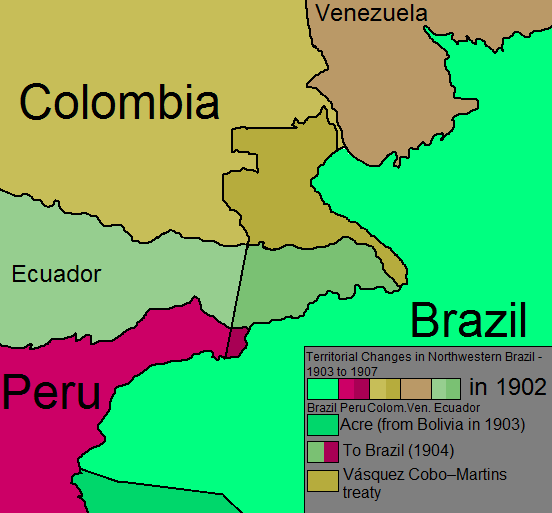
O mudanças na fronteira Brasil-Colômbia entre 1903-1907.

Novas tentativas fracassadas para definição da fronteira ocorrem em 1853, 1868-1870, 1880-1882 e finalmente são estabelecidas em Abril de 1907, no Tratado de Bogotá. A definição dessas fronteiras são novamente asseguradas na Ata de Washington, em 1925, com participação do Peru.
A aproximação entre a Colômbia e o Brasil só viria começar durante o período da ditadura militar brasileira (1964-1985), com a assinatura do "Acordo Básico de Cooperação Técnica" em 1972, que abriria possibilidades para uma cooperação entre os países. Em 1981, ocorre a primeira visita de um chefe de estado de um desses país ao outro, quando o presidente brasileiro João Figueiredo viaja para Bogotá e o presidente colombiano Julio César T. Ayala visita Brasília. As visitas voltariam a ocorrer a partir de 2003, durante o governo do presidente Luiz I. Lula da Silva, quando foi consolidada a aproximação e amizade com a Colômbia.

## Cooperação militar
Em uma reunião realizada no dia 17 de janeiro de 2012 na cidade de Brasília, os ministros da defesa da Colômbia e do Brasil, Juan Carlos Pinzón Bueno e Celso Amorim, respectivamente, anunciaram a ampliação da cooperação militar entre os dois países com a criação da Comissão Binacional de Defesa, com o objetivo de combater o crime na fronteira, através da troca de informações entre os órgãos de inteligência, além de fortalecer a indústria militar com a participação de representantes de empresas brasileiras e colombianas.

## Comércio
Nos últimos dez anos, o intercâmbio comercial entre o Brasil e a Colômbia aumentou relativamente. Entre o período de 2002 a 2010, houve uma elevação média anual de 16,46%, passando de US$ 747 milhões, em 2002, para US$ 3,27 bilhões, em 2010.